# Дом на улице Горных инженеров, 44 (Кривой Рог)
Административное здание на улице Горных инженеров, 44 — памятник архитектуры в Центрально-Городском районе города Кривой Рог.

## История
В связи с расширением Криворожского горнорудного института по Пушкинской улице (затем Пушкина, ныне Горных инженеров) были построены два здания: в 1930—1932 годах — учебный корпус горнорудного института, в 1940 году — лабораторный корпус, в котором действовал железорудный рабочий факультет. Лабораторный корпус стал первым 5-этажным зданием в городе. Построен по авторскому проекту архитектора Михайлова из московского института «ГИПРОВУЗ».
Согласно распоряжению главы Днепропетровской государственной администрации от 12 апреля 1996 года № 158 административный дом (первый пятиэтажный дом в городе) является памятником архитектуры местного значения города Кривой Рог с охранным номером 127.

## Характеристика
Бывший лабораторный корпус — современное административное здание Криворожского национального университета. Расположено в Центрально-Городском районе по улице Горных инженеров, 44.
Идентичным, кроме некоторых деталей, является здание общежития строительного института в городе Днепр по проспекту Гагарина, 33 (архитекторы Б. Кащенко и М. Клебанов).
Построено в стиле постмодернизма, после реконструкции получило неоклассическое декорирование.